# Глубышевская
Глубышевская — нежилая деревня в Шенкурском районе Архангельской области. Входит в состав муниципального образования «Никольское».

## География
Деревня расположена в южной части Архангельской области, в таёжной зоне, в пределах северной части Русской равнины, в 8,2 километрах на запад от города Шенкурска, на правом берегу реки Марека, притока Ваги. Ближайшие населённые пункты: на севере деревня Выселок Фрушинский. В непосредственной близости от деревни проходит автомобильная дорога федерального значения М8 «Холмогоры»
Часовой пояс
Глубышевская, как и вся Архангельская область, находится в часовой зоне МСК (московское время). Смещение применяемого времени относительно UTC составляет +3:00.

## Население
| 2002 | 2010 | 2012 |
| ---- | ---- | ---- |
| 0    | →0   | →0   |

## История
Указана в «Списке населённых мест по сведениям 1859 года» в составе Шенкурского уезда(1-го стана) Архангельской губернии под номером «1971» как «Глубышевская (Пригоръ)». Насчитывала 12 дворов, 44 жителя мужского пола и 32 женского. Также указано наличие в поселении завода.
В деревне была построена часовня во имя иконы Божией Матери Одигитрия приписанная к Къяндскому приходу, до настоящего времени не сохранилась.
В «Списке населенных мест Архангельской губернии к 1905 году» деревня Глубышевская(Пригоръ) насчитывает 12 дворов, 57 мужчин и 61 женщину. В административном отношении деревня входила в состав Шелашского сельского общества Устьпаденгской волости.
1 января 1912 года из Устьпаденгской волости выделяется Шелашская волость и деревня Глубышевская оказывается в составе Шелашского сельского общества новой волости. На 1 мая 1922 года в поселении 21 двор, 38 мужчин и 61 женщина.